# Wright City (Oklahoma)
Wright City – miasto w Stanach Zjednoczonych, w stanie Oklahoma, w hrabstwie McCurtain.